# Sucedáneo de café

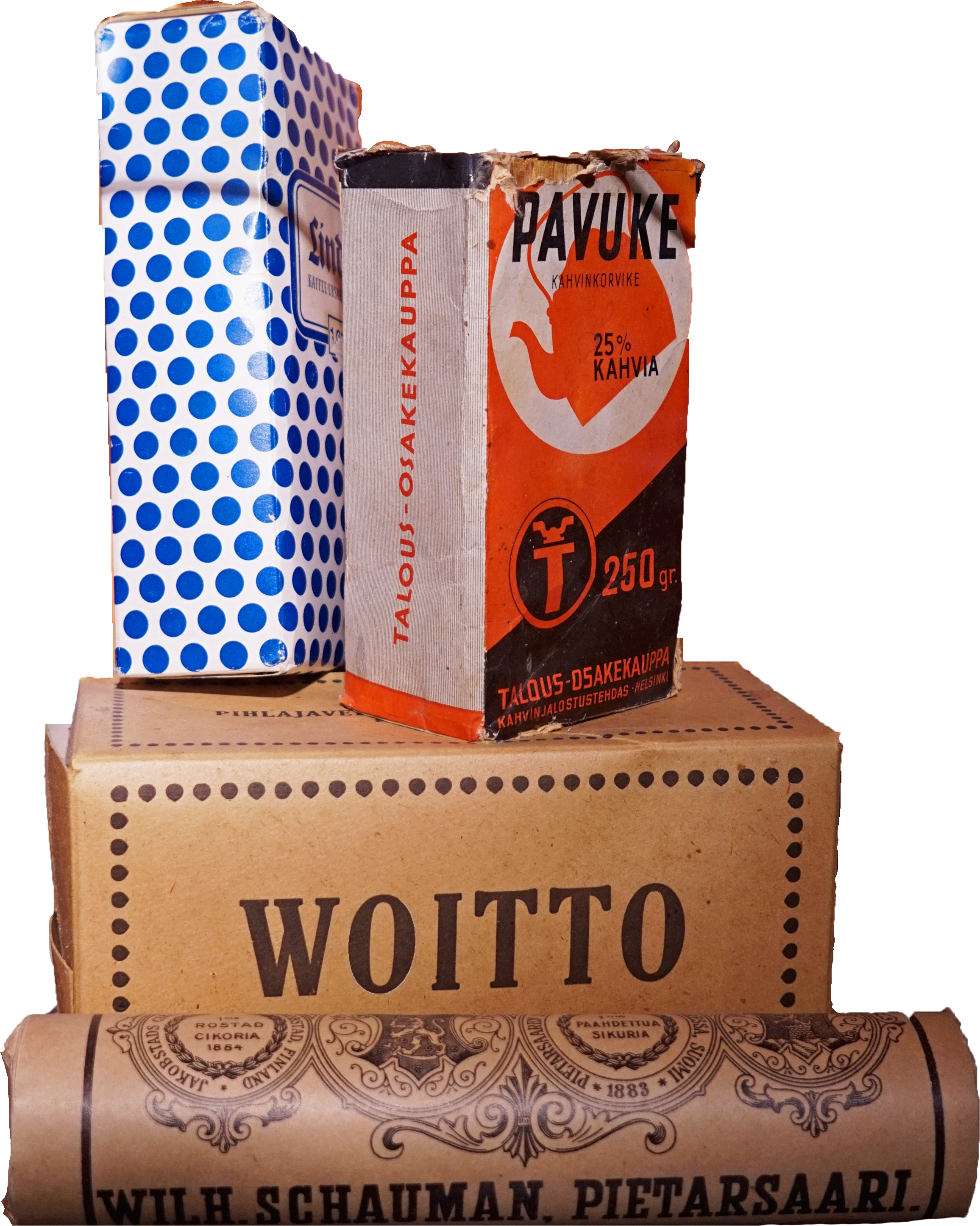
Sucedáneo de café

Los sucedáneos de café son productos no derivados de este, normalmente sin cafeína, que se usan para imitar el café. Estos sucedáneos pueden usarse por razones médicas, económicas o religiosas, o simplemente porque el café no está disponible, ya sea por las condiciones geográficas o por sus precios excesivos. Las bebidas de cereal tostado son unos sucedáneos de café habituales.
Muchos sucedáneos se han preparado durante épocas de carestía como guerras y posguerras. Por ejemplo, en Turquía el café de garbanzos sustituyó al afamado café turco durante la escasez alimentaria sufrida por el resquebrajamiento del imperio otomano, en la Primera Guerra Mundial. También en España o en la Provenza francesa se puede encontrar, aunque cada vez menos, el café hecho de garbanzos tostados y molidos. En Estados Unidos, se registró la venta de café hecho de raíz de achicoria durante la Segunda Guerra Mundial, así como en Italia, y en Países Bajos se registró la producción de café de bulbo de tulipán.
Los sucedáneos de café se emplean a veces al preparar comidas servidas a niños o a gente que debe evitar la cafeína, o en la creencia de que son más saludables que el café. Algunas tradiciones culinarias, como la coreana, tienen bebidas hechas de grano tostado en lugar de café o té (incluyendo boricha, oksusu cha y hyeonmi cha). Estas bebidas no sustituyen al café, sino que ocupan su nicho como bebida caliente (opcionalmente endulzada).

## Ingredientes
Los sucedáneos de café pueden hacerse tostando o decociendo diversas sustancias orgánicas. El café ha sido sustituido o adulterado con las partes (semillas, frutos, bulbos, etc.) de otras plantas de 38 familias que constan de 98 géneros y 213 especies.
Algunos ingredientes usados son: almendra, bellota, espárrago, cebada malteada, hayuco,papache, remolacha, zanahoria, achicoria, maíz, semilla de algodón, raíz de diente de león (véase café de diente de león), higo, melaza reducida, semilla de gombo, guisante, semilla de caqui, piel de patata, centeno, hueso de sasafrás, boniato y salvado de trigo.